# 同志社国際中学校・高等学校
同志社国際中学校・高等学校（どうししゃこくさいちゅうがっこう・こうとうがっこう、英: Doshisha International Junior/Senior High School）は、京都府京田辺市多々羅都谷に所在し、中高一貫教育を提供する私立中学校・高等学校。

## 概観
生徒の3分の2が帰国子女である。海外子女教育振興財団によってA1郡の、帰国子女の受け入れを主たる目的として設置された学校とされている。
帰国子女の中には親元を離れて敷地内に併設された寮に入る生徒もいる。帰国子女・一般生徒ともに、卒業生の約9割が同志社大学に進学する。
海外の学校と日本の学校での教育が違うため聖書・国語・社会・数学・理科・英語の6教科に関して習熟度別クラスがある。
プロテスタントに基づくキリスト教主義学校であり、毎朝その日の担当教師による礼拝と、週に一度の聖書の授業がある。
制服や主に外見面に関する厳しい校則はないが、法律やルールに反したり他人を著しく傷つけたりすると厳しい処分がなされる。

### 教育方針
相手のことを考える。共に生きる。違いを認め合う。隣人愛。
自由と責任。
人間として大切なことを知る。社会で大切な力。

## 沿革

### 略歴
1980年に文部省指定「帰国生徒専門受け入れ校」として高等学校が設置され、1988年に中高一貫校を目指し中学部が設置された。

### 年表
- 1980年 - 同志社国際高等学校設立
- 1988年 - 同志社国際中学校設立
- 1997年 - コミュニケーション・センター完成

## 所在地・アクセス
所在地
- 京都府京田辺市多々羅都谷60-1

同志社大学京田辺校地、同志社女子大学京田辺校地に隣接している。
アクセス
- 学研都市線（JR西日本）「同志社前駅」より徒歩10分
- 近鉄京都線「興戸駅」より徒歩15分
- 奈良交通バス同志社大学正門バス停より徒歩1分

## 象徴

### 校歌
- Doshisha College Song（ウィリアム・メレル・ヴォーリズ作詞・カール・ヴィルヘルム（英語版）作曲）

1908年に同志社の教員であったギューリック（S.L.Gulick）が音楽好きの学生に頼まれ校歌を作ることにした。当時京都YMCA会館を建設するために京都に滞在していた友人であるウィリアム・メレル・ヴォーリズに作詞を依頼。ヴォーリズはドイツの軍歌（あるいは愛国歌）の「ラインの守り」を基にし、歌詞をつけた。また当時の多くの宣教師の出身校であるイェール大学の校歌にも同じメロディが使われている。

### 徽章

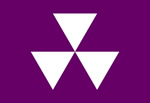
学校法人同志社の徽章

正三角形を3つ寄せたもので、国あるいは土を意味するアッシリア文字「ムツウ」を図案化したもの。知・徳・体の三位一体あるいは調和を目指す同志社の同志社の教育理念を表すものと解釈されている。考案者は湯浅半月。

### スクールカラー
ロイヤル・パープル（古代紫と江戸紫の中間色）と白の2色。同志社の創立者新島襄の母校、アムハースト大学のスクールカラーと同色。

## 教育
- 産官学連携
  - 高等学校の生徒は同志社大学京田辺校地同志社ローム記念館において行われている同志社ローム記念館プロジェクトに参加できる。同志社ローム記念館プロジェクトは産官学地域連携を通し、文化の創造・発信と次世代社会を担う人材を育成することを目的とした課外プロジェクト。同志社大学京田辺校地にある同志社ローム記念館にプロジェクトルームを与えられ活動する。プロジェクトは学生主体で運営され、同志社大学や協賛企業から金銭面、物品面の支援もある。コアプロジェクトと呼ばれるプロジェクトが置かれ、同志社ローム記念館プロジェクト全体の運営を取り仕切る。同志社大学が2004年度の現代的教育ニーズ取組支援プログラムに「プロジェクト主義教育による人材育成 『プロデュース・テクノロジー』の創成」として採択された。

## 入試
帰国子女を受け入れるために学校説明会が世界11ヶ国、21都市で開催される。入試は4ヶ国、5都市（シンガポール、ニューヨーク、ロサンゼルス、ロンドン、京都）で実施される。
入試形態も3種類ある。帰国生徒向けに、A選考は日本語以外の小論文と面接を行い、B選考は英語、国語、数学の試験を行う。G選考は帰国生徒と一般生徒向けに主要5教科の試験を行う。

## 学校生活

### 寮
帰国生徒の受け入れを行っており、生徒の保護者がまだ海外にいる段階での入学になってしまう場合も多くある。そのために学寮が用意されている。男子寮と女子寮は食堂だけ同じで、そこで面するように別々に設置されている。
- 青々寮（男子寮）
- 悠々寮（男子寮）
- 洗心寮（女子寮）
- 清心寮（女子寮）

過去に存在した寮
- ホームステイ田中（男子寮）- ホームステイ田中は入学時期に両親は日本国内に居住しているが遠隔地のために通学不可能な生徒が入れられた。その頃は学寮と選択することはできなかった。

## 学校行事

### 研修旅行
いわゆる修学旅行に当たる行事。しかし、目的が平和教育・人権教育なので一般的な修学旅行とは異なり、遊び要素は極めて少ない。中学校は長崎、高等学校は沖縄へ行く。研修旅行を控えた学年では、あらゆる教科で平和を題材にした内容のものを学習する。

## 部活動

### 運動部
- アメリカンフットボール
  - チアリーディング
- テニス
- 陸上競技
- 野球
- ラグビー
- 卓球
- サッカー
- 女子バレーボール
- 剣道
- バスケットボール

### 文化部
- 吹奏楽
- ダンス
- 美術
- 演劇
- クッキング
- ボランティア・サービス
- 写真
- 放送
- 文芸
- MCI
- ESS
- キリエコーラス
- サイエンス
- 模擬国連

### 同好会
- ゴルフ
- 書道

## 出身者
- 内田誠 - 実業家。日産自動車社長、日本自動車工業会副会長
- 伊藤奈美 - プロチアリーダー。ニューヨーク・ジェッツフライトクルーチアリーダー (2016-2017)[3]
- 粗品 - お笑い芸人。「霜降り明星」メンバー
- トラウデン直美 - モデル、タレント、キャスター[4]
- 小石祐馬 - 自転車競技（ロードレース）選手
- 足立夏保 - 読売テレビアナウンサー
- 日野田直彦 - 教育者[5]
- 足立陽 - 小説家

## 対外関係

### 地方自治体との協定
- 京田辺市との協定[6]（2005年1月31日締結）
京田辺市の地学連携事業の一環として、同志社大学や同志社女子大学と共に広範な分野での連携を目的とした協定。
  1. 教育、文化、福祉の向上、スポーツの振興・発展のための連携
  2. 地域産業振興、新産業創出のための連携
  3. 人材育成のための連携
  4. まちづくりのための連携
  5. その他必要と認める連携

### 留学
- 中学校[7]
  -  The NUEVA School
  -  アーモスト大学
  -  スミス大学
  -  カリフォルニア大学デービス校
  -  ハーバード大学
  -  Ecole Active Bilingue Jeannine Manuel
- 高等学校[8]
  -  カリフォルニア大学デービス校
  -  ハーバード大学
  -  ローレンスビル・スクール
  -  フィリップス・アカデミー
  -  スミス大学
  -  アーモスト大学
  -  Ecole Active Bilingue Jeannine Manuel

### 指定校（高等学校）
2007年度実績
- 青山学院大学
- 国際基督教大学
- 中央大学
- 津田塾大学
- 法政大学
- 明治学院大学
- 早稲田大学
- テンプル大学ジャパンキャンパス
- 関西大学
- 南山大学など

### 系列校
学校法人同志社が設置する諸学校は、大学を頂点とした大学附属学校の形態を取らず、独立の学校群として位置づけられている。なお、同志社小学校、同志社国際学院初等部・国際部に限り、同志社大学の付属校である。
- 大学
  - 同志社大学
  - 同志社女子大学
- 中高一貫校
  - 同志社中学校・高等学校
  - 同志社女子中学校・高等学校
  - 同志社香里中学校・高等学校
- 小学校
  - 同志社小学校
  - 同志社国際学院初等部・国際部
- 幼稚園
  - 同志社幼稚園